# Чётки
- Христианские чётки
- Греческие узелковые чётки комбоскини
- Мусульманские чётки тасбих

Чётки (мн. ч., от рус. чту, из ед. ч. др.-рус. *чьтъка; от ст.‑слав. чьтѫ — «считать, подсчитывать») — предмет для подсчёта количества молитв, поклонов и других ритуальных действий в различных религиозных практиках. В общем случае представляет собой петлю из шнура с нанизанными бусинами или завязанными узелками. Примеры чёток:
- Буддийские — буддийские чётки, мала, пренба.
- Индуистские — акшамала, джапа-мала.
- Мусульманские — субха, тасбих, мисбаха.
- Католические — розарий, ирландский розарий, баскское кольцо-розарий.
- Протестантские — англиканские чётки, жемчужины жизни.
- Православные — вервица, лестовка, перстные чётки, слёзы Богородицы, брояница (балканские), комбоскини (греческие).
- Иудейские — цицит.

Также чётки используются и в нерелигиозных целях. Например, в РФ и на постсоветском пространстве наряду с традиционными используются плоские «перекидные чётки», представляющие собой полоску длиной около 21 см, состоящую из нескольких звеньев прямоугольной формы. Материалы изготовления — оргстекло, эбонит, бильярдный шар, дерево и другие. Такие чётки часто изготавливают и используют в местах лишения свободы. Разновидностью перекидных чёток являются греческие комболои.
- Перстные чётки
- Незамкнутые в кольцо бахаистские чётки
- Греческие перекидные комболои
- Плоские перекидные чётки
- Иудейская цицит

## Материалы
Чётки-вервица представляли собой кусок верёвки. При изготовлении прочих узелковых чёток могут применяться различные шнуры или нити, например, брояница традиционно изготавливается из овечьей шерсти. Лестовка чаще всего делается из кожи с внутренностью валиков-«бобочков» («ступеней») из бумаги. Зёрна чёток могут изготавливаться из различных материалов, деревьев различных пород (кипариса, можжевельника, бука, сандала); минералов, в том числе самоцветов и драгоценных камней (горного хрусталя, янтаря, нефрита, яшмы); жемчуга, аметиста, коралла, кости, стекла, керамики, металлов, пластмасс, плодов и семян различных растений (лотоса, дерева бодхи, рудракши).

## Конструкция
Нить
Последователи Ваджраяны (тантрического буддизма) используют чётки с нитью, образованной из пяти разноцветных волокон: синего, зелёного, белого, красного и жёлтого цветов, которые символизируют пять элементов, лежащих в основе видимого мира (пространство, воздух, вода, огонь и земля).
Разделители
В индуизме чётки со 108 зёрнами чаще всего имеют разделители-привески после 36-й и 72-й бусин (либо отличающиеся от прочих 36-я и 72-я бусины).
В старообрядческой лестовке три первых и три последних «ступени» отделяются от прочих бобочков плоским участком кожаной полосы, а группы в 12, 38, 33 и 17 бобочков разделены более крупными («великими») «ступенями».
Привески
Соединённые в кольцо чётки часто дополняются каким-либо элементом.
В некоторых буддийских чётках выделяется одна более крупная и часто, в отличие от остальных, золотая жемчужина — знак Будды.
В традициях кришнаизма одна бусина имеет кисточку, символизирующую Кришну с павлиньим пером в волосах.
Во многих традициях на свободных концах чёток оставляют несколько бусин, которые используются в качестве счётчиков полностью отчитанных чёток.
Христианские чётки часто имеют в своём составе крест, медальон и (или) кисточку. Старообрядческая лестовка имеет на месте соединения концов ленты привеску в виде четырёх обшитых треугольников, в которых в старой традиции находилось семь счётных передвижек.

## Функции
Счётное приспособление
По зёрнам, узлам, валикам или иным составляющим чёток производится счёт прочитанных молитв, мантр, совершённых поклонов и тому подобных ритуальных действий. При делении зёрен или иных счётных элементов чёток на группы (особенно неравные, как, к примеру, на лестовке), становится проще отсчёт большого набора чисел. Применение привесок-счётчиков делает возможным счёт больши́х чисел, на счётчике откладывается число полностью отсчитанных чёток. То есть счётчик является следующим регистром при передаче чисел в системе счисления с основанием, равным числу зёрен в кольце чёток.
Напоминание
Чётки сами по себе являются напоминанием о молитве, а соединённые в кольцо — о непрерывной молитве. Устройство чёток иногда согласовано с молитвенным или иным ритуальным правилом, то есть число зёрен диктует последовательность слов и (или) действий.
Задание ритма
Молитвенные правила, медитативные практики и иные ритуальные действия, совершаемые с использованием чёток, требуют соблюдения определённого ритма, который задаётся и поддерживается перебиранием чёток.
Концентрация внимания
Перебирание чёток позволяет практикующему сохранять внимание, бороться с утратой концентрации и сном. Так, к примеру, непрестанное повторение Иисусовой молитвы без счёта, практикуемое в исихазме, предполагает необходимость сохранения внимания, в частности, чёткость текста молитвы, что облегчается ритмичным перебиранием чёток. Каждое зерно возвращает внимание верующего к молитве.
Символизм
Конструкция и форма чёток, число элементов, материал, цвет, способ ношения и использования наделяются в различных учениях разными символическими смыслами. Наиболее часто чётки связываются с цикличностью и бесконечностью, со связью и преемственностью, с венком (венцом), лестницей в небо.
Отличительный знак
По виду чёток можно делать выводы о принадлежности их владельца к той или иной ветви учения, о степени его подготовки.
Оздоровление
В некоторых практиках чётки из различных материалов наделяют способностью излечивать те или иные недуги. Кроме того, мелкая моторика пальцев, перебирающих чётки, может помочь при лечении болезней суставов.

## Способы ношения
- Ношение католических чёток-розария в качестве нашейного украшения
- Анна Ахматова

В зависимости от размера чёток и традиций возможны различные способы ношения. Специальные короткие чётки с небольшим числом зёрен или узлов (так называемые перстные чётки) надеваются на палец. Более длинные, такие как традиционная брояница, надеваются на запястье. Католические чётки-розарий часто носятся в руках, наматываясь на одну из рук, при необходимости вставляются за пояс (ремень) или убираются в карман. Можно носить чётки в специально сшитом мешочке (scapula), который может быть украшен вышивкой, на нём могут быть написаны тексты молитв или изображены святые.
Традиционный способ носить длинные чётки — надевать на шею в виде ожерелья:
…С той поры стальной решётки

Он с лица не подымал

И себе на шею чётки

Вместо шарфа привязал.

А. С. Пушкин. «Жил на свете рыцарь бедный»
На шее мелких чёток ряд,

В широкой муфте руки прячу,

Глаза рассеянно глядят

И больше никогда не плачут.

А. А. Ахматова. «На шее мелких чёток ряд…»
При этом длинные монашеские чётки могут опускаться до земли и ниже.

## В авраамических религиях
В христианстве чётки появились не позднее IV века. Считается, что начальной формой чёток была верёвка с навязанными узлами — так называемая «вервица». В различных источниках указываются разные личности, введшие чётки в христианскую практику. Чаще всего называется святой Пахомий.
Чётки в монашестве называются «духовным мечом» и вручаются монаху при постриге.
Чётки являются атрибутом в иконографии архангела Селафиила.

### Католичество
- Ирландский розарий
- Баскское кольцо-розарий

Одна из разновидностей католических чёток — розарий, обычно состоят из 50 зёрен, разделённых на пять декад и используются для молитвы. Также могут использоваться чётки с тридцатью тремя и ста пятьюдесятью зёрнами. Розарий символизируют венок из роз, который во время молитвы символически преподносится в дар Богородице и Иисусу Христу.
Монахи францисканского ордена использовали семидекадный розарий в память о семи радостях Девы Марии, называемый францисканским венчиком, «серафическим розарием» или «розарием семи радостей Девы Марии».
В Ирландии во времена гонений на католиков (семнадцатый век) использовался особый ирландский розарий для скрытого ношения, состоящий из единственной декады зёрен и не соединённый в кольцо.
У басков традиционно использование розария в виде кольца, надеваемого во время молитвы на палец и состоящего из креста и десяти зёрен.

### Православие
Виды чёток:
- Перстные чётки.
- Слёзы Богородицы — чётки с бусинами плодов растения бусенник обыкновенный.
- Лестовка — плетёные кожаные чётки с поперечными ступеньками.
- Вервица — узелковые чётки.
- Брояница — балканские узелковые чётки.
- Комбоскини — греческие узелковые чётки.

В православных чётках может быть разное количество бусин, но чаще всего используются чётки со ста бусинами (монашеские чётки) или с 33 бусинами, по числу земных лет жизни Христа, либо кратным числам 10 или 12.
В 87-м правиле «Номоканона» (XI век) говорится о вервице, имеющей 103 узелка. «Да творит безкнижныи инок, за полуночницу, вервиц десять. За утреню, вервиц десять. За часы, вервиц десять. За девятыи час, и вечерню, десять. За павечерню десять. Вервица же да имать узлы, сто и три. На всяком же узле да чтет преднаписаную молитву. Канон же им есть, сущим убо малаго образа, поклонов триста. Схимником же, поклонов, шесть сот. Тогожде святаго». Чётки используются при совершении Иисусовой молитвы.
Ранее чётками обязательно пользовался любой православный — монах или мирянин. Так, например, в 13-м поучении «Домостроя» в Сильвестровской редакции сказано:

…Следует христианину всегда держать в руках — чётки, а молитву Иисусову — неустанно на устах; и в церкви, и дома, и на торгу — ходишь, стоишь ли, сидишь ли, и на всяком месте…

В современной церковной практике Русской православной церкви отношение к использованию чёток мирянами осторожное, считается, что чётки обязательны исключительно монахам. Миряне пользуются чётками в основном по ситуации. Это может быть клирос, крестный ход, домашнее молитвенное правило.

### Протестантство
В середине 1980-х годов в Англиканской церкви были разработаны так называемые англиканские (или экуменистические) чётки. Как и традиционные православные, они содержали 33 бусины по числу лет земной жизни Христа, но разделённые на группы, как в католическом розарии.
В современной практике могут использоваться оригинальные чётки, предложенные шведским лютеранским епископом Мартином Лённебо, так называемые жемчужины жизни (швед. Frälsarkransen, англ. Pearls of Life) состоящие из 18 зёрен разной формы, размера и материала.

### Ислам
Мусульманские чётки обычно насчитывают 99 (по числу имён Аллаха), 33 или 11 бусин и привеску. Традиционные мусульманские чётки состоят из одиннадцати шариков, затем — перемычка (овальное зерно, плоский кружок) и далее опять та же последовательность до установленного количества шариков. Это исходит из того, что мусульманская молитва состоит из одиннадцати частей:
1. Намерение молитвы.
2. Стояние на ногах.
3. Произнесение слов «Аллах велик» (Аллаху акбар).
4. Коленопреклонение.
5. Падение ниц.
6. Произнесение молитвы.
7. Повторение имени Аллаха.
8. Произнесение Шахады (свидетельства) «нет Бога кроме Аллаха, и Мухаммед — пророк Его».
9. Приветствие.
10. Произнесение разных имён Аллаха (до 99-ти имён).
11. Непрерывное повторение хором общепроизносимых частей молитвы вслед за имамом.

## Буддизм
Буддийские чётки традиционно насчитывают 108, 54, 27, 21 (культ богини Тары в буддизме махаяны) или 18 бусин (узелков). Однако существуют чётки и с иным количеством зёрен — 159 (135 в круге и по 12 в двух кисточках), 143 (117 в круге и по 13 в двух кисточках), 98 (75 в круге, 22 в одной кисточке, 1 — в другой), 50, 41 (39 в круге и по одной в двух кисточках), 33. По количеству зёрен в чётках можно определить принадлежность последователя к тому или иному течению буддизма или местной секте.
Известны с III века. Хрустальные чётки — один из атрибутов бодхисаттвы Авалокитешвары.
Тантрический буддизм
В тантрическом буддизме часто используют чётки из костей яка или человека, но это не является обязательным. Как правило, чётки делаются из различных пород дерева или камней. Традиционное количество бусин в чётках — 108. В буддизме чётки используются для подсчёта количества произнесённых мантр. При этом каждая бусина чёток используется дважды: в первый раз, когда практикующий произносит полный круг мантр — 108, во второй, когда количество начитанных мантр превышает 1000, то есть 10 раз по 108. В этом случае специальный счётчик передвигается на одну бусину вперёд относительно центрального звена чёток — «ступы». Часто этот счётчик состоит из десяти элементов, которые передвигаются подобно чёткам, что облегчает подсчёт сотен. Для каждой практики в буддизме есть определённое рекомендованное число повторений мантр, которое является минимальным для достижения опыта духовной реализации данной практики.
Для тантрического буддизма также свойственны чётки с девятнадцатью зёрнами в форме человеческих черепов.

## Индуизм
Индуистские чётки джапа-мала из плодов рудракши обычно содержат 108, 54 или 50 зёрен (по числу букв индийского алфавита). Используются большей частью шиваитами. Чётки являются непременным атрибутом богов Сарасвати, Брахмы, Шивы, Ганеши.
Вишнуиты предпочитают использовать для чёток дерево туласи. 108 бусин означает число главных гопи Вриндаваны, 109-я головная бусина символизирует Кришну.

## Бахаизм
В бахаи используют чётки с 95 зёрнами для обязательного ежедневного 95-кратного повторения Великого Имени. Также возможны чётки с 19 зёрнами по кругу и пятью на свободном конце для счёта 95 как пяти раз по 19.

## Сикхизм
В ритуальной практике сикхов используются чётки с 27, 54 или 108 камнями.

## Неоязычество
По аналогии с христианством, чётки применяются и в основных течениях неоязычества — викканстве, асатру, родноверии. Устоявшихся традиций, определяющих количество зёрен и их чередование, не имеется, поэтому каждый умелец может изготовить чётки самостоятельно, вложив в них собственный религиозно-мистический опыт и его толкование.